# 珞珈山街道
珞珈山街道，是中国湖北省武汉市武昌区的一个街道。办事处驻武昌八一路15号，人口76000人（2008），面积3.5平方千米。下辖以下地区：
东湖村社区、水生村社区、省军区社区、茶港社区、珞睿社区、珈智社区和风光村社区。
原珞睿社区、珈智社区、茶港社区于2016年合并为珞珈社区，后拆分为武大文理学部社区、武大工学部社区两个社区。